# Якубовани
Якубовани, або Якубовяни (словац. Jakubovany) — село в Словаччині, Сабинівському окрузі Пряшівського краю.
Уперше згадується у 1314 році.
У селі є римо—католицький костел збудований в стилі готики, після 1710 року перебудований в стилі бароко.

## Географія
Розташоване в північно-східній частині Словаччини в Шариській височині, на південних схилах Чергівських гір в долині Якубованського потока. Протікає річка Телек.

## Населення
| Рік:            | 1994. | 2004.   | 2014.   | 2024.   |
| --------------- | ----- | ------- | ------- | ------- |
| Кількість осіб: | 860   | 928     | 954     | 959     |
| Різниця:        |       | +7,90 % | +2,80 % | +0,52 % |

| Рік:            | 2023. | 2024.   |
| --------------- | ----- | ------- |
| Кількість осіб: | 960   | 959     |
| Різниця:        |       | -0,10 % |

У селі проживає 952 осіб.
Національний склад населення (за даними останнього перепису населення — 2001 року):
- словаки — 98,75 %,
- поляки — 0,45 %,
- чехи — 0,34 %.

Склад населення за приналежністю до релігії станом на 2001 рік:
- римо-католики — 91,50 %,
- греко-католики — 3,29 %,
- протестанти — 2,38 %,
- не вважають себе вірянами або не належать до жодної вищезгаданої конфесії — 2,15 %.

## Географія
Протікає Великий потік.